# Bürstner

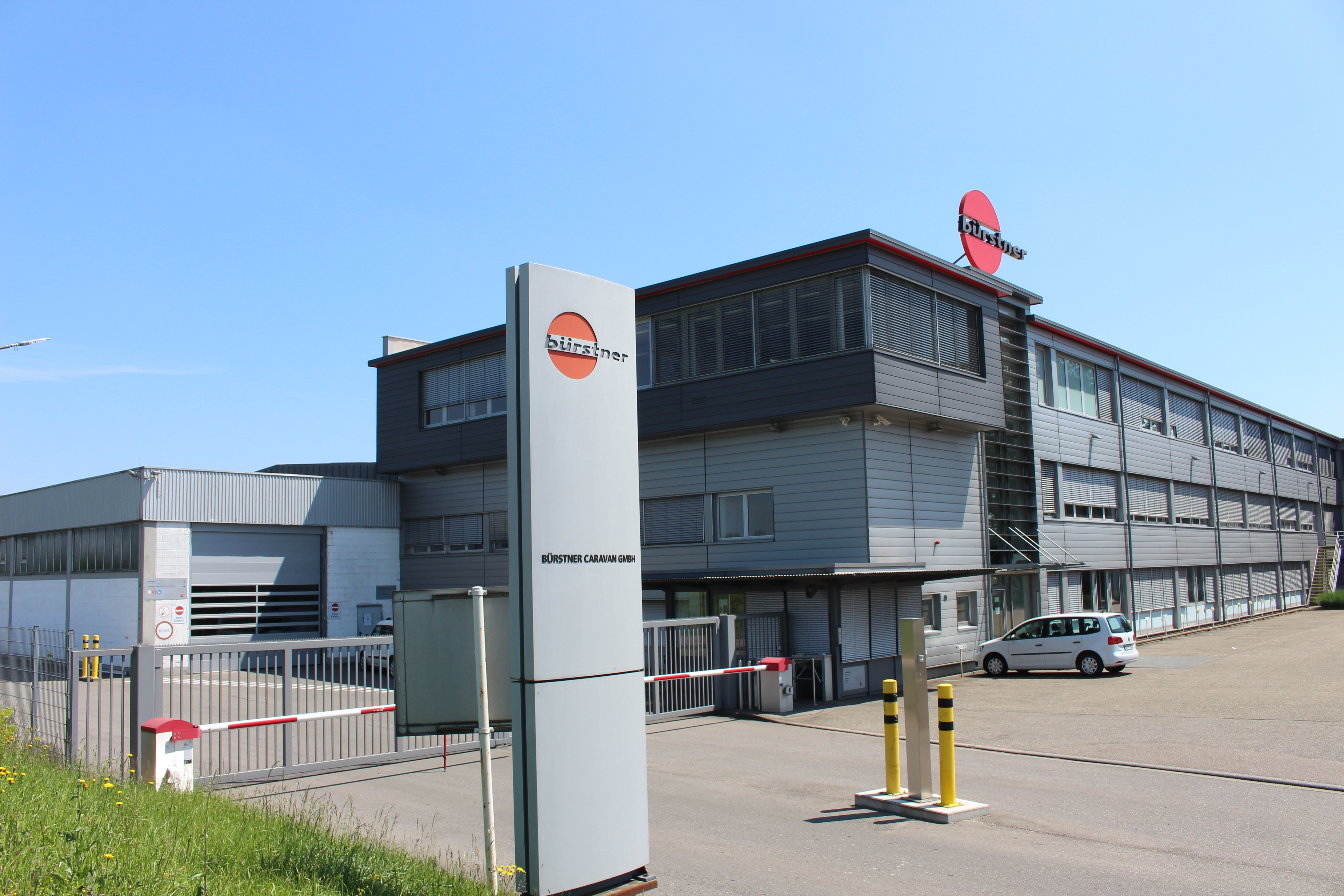

Bürstner ist ein Hersteller von Freizeitfahrzeugen (Caravans und Reisemobilen). Seit Ende der 1990er Jahre Teil der Hymer-Gruppe – heute Erwin Hymer Group. Die Fahrzeuge werden in Deutschland produziert, die eigene Möbelfertigung befindet sich in Weißenburg (Elsass) / (Wissembourg) im benachbarten Elsass, ca. 70 km von Kehl entfernt. Rund 350 Händler sind europaweit für Verkauf und Service der Marke tätig. Seit 2019 gehört Bürstner als Mitglied der Erwin Hymer Group zum US-amerikanischen Unternehmen Thor Industries.

## Geschichte
1924 nahm im badischen Kehl-Neumühl die Groß- und Bauschreinerei von Jakob Bürstner ihren Betrieb auf. Die Schreinerei firmierte 1953 um in die Jakob Bürstner KG. Ende der 1950er Jahre wurden die ersten Wohnwagen in Einzelfertigung gebaut. 1961 wurde die Produktion erweitert und das Unternehmen nahm zum ersten Mal am Caravan Salon in Essen teil.

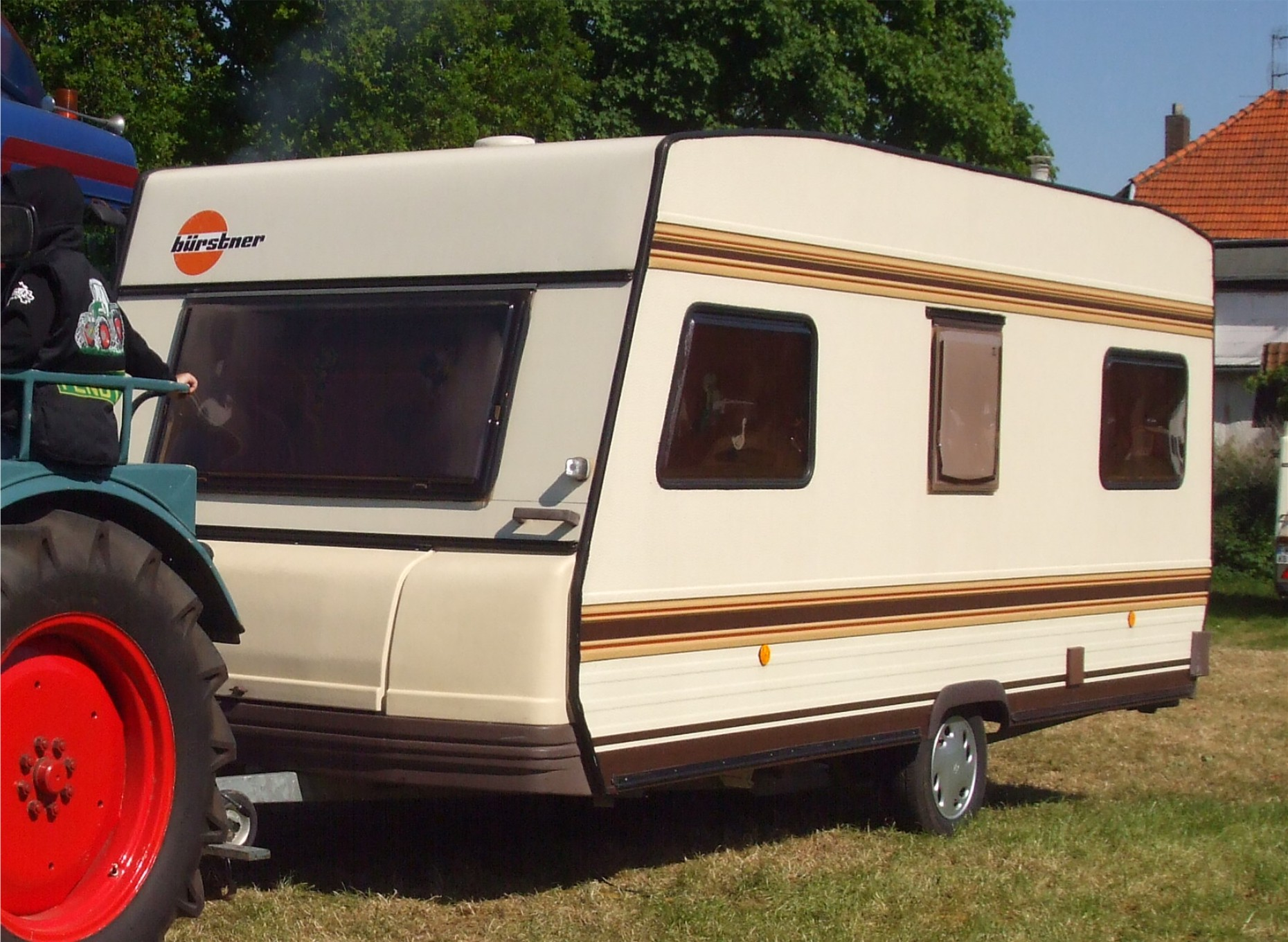
Einachsiger Wohnwagen

Die Bürstner GmbH entstand am 1. Januar 1973 mit der Umfirmierung der Jakob Bürstner KG. Der schnelle Bedarf an zusätzlichen Produktionsflächen konnte am Standort Neumühl nicht erfüllt werden. Deshalb wurde 1976 im elsässischen Weißenburg (Elsass) / (Wissembourg) eine ehemalige Schreinerei und Möbelfabrikation gekauft und die Bürstner SA, ein Unternehmen nach französischem Recht, gegründet. Im Laufe der Zeit wurden umfangreiche Investitionen in Maschinen und Anlagen getätigt, sodass heute (2008) in Wissembourg eine der modernsten Produktionsstätten der Branche steht. Neben Caravans werden auch Reisemobile gefertigt.
Damit begann der Wandel vom rein deutschen zum europäischen Hersteller. 1977 wurden 8.500 Einheiten (Umsatz ca. 35,1 Mio. Euro) produziert, 1982 bereits 15.000 Einheiten (Umsatz 74,3 Mio. Euro). Weitere Produktionsflächen im Kehler Hafen kamen hinzu, in denen bis dahin Holztüren hergestellt wurden.
1986 wurde dieses Gelände samt Einrichtung gekauft und ein Teil der Fertigung dorthin verlagert. 1989 wurden dann mit rund 1.150 Mitarbeitern an beiden Standorten an die 20.000 Einheiten produziert. Der Umsatz erreichte über 156 Mio. Euro.

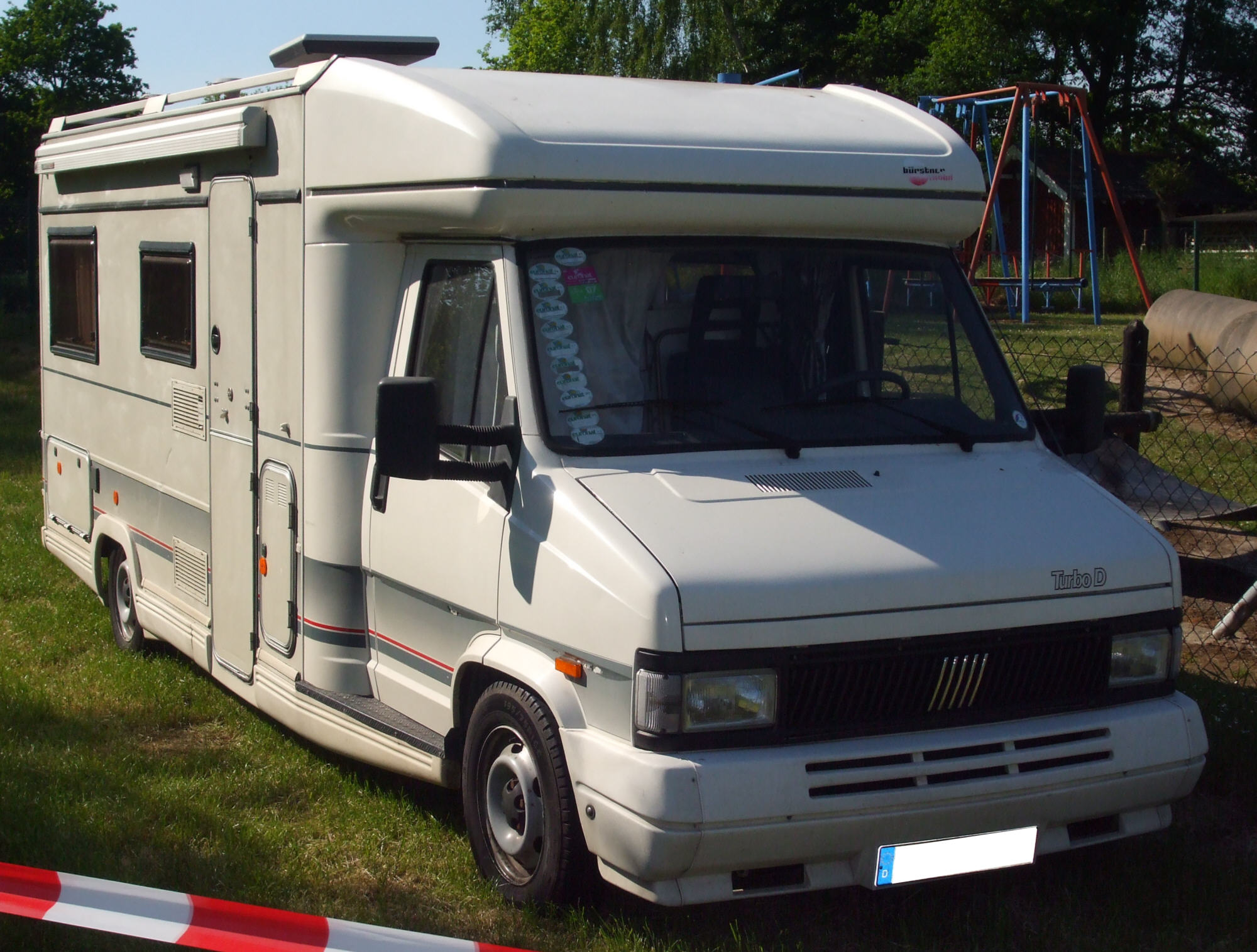

Der drastische Nachfragerückgang im Gesamtmarkt Anfang der 1990er Jahre traf auch Bürstner. Die Übernahme durch einen Investor und das gleichzeitige Ausscheiden der Familie Bürstner im Jahr 1993 verhinderte den Konkurs des Unternehmens. 1994 produzierte man wieder 8.500 Einheiten und erzielte mit rund 520 Mitarbeitern einen Umsatz von 76,7 Mio. Euro. 1996 wurden alle deutschen Unternehmensbereiche am Standort im Kehler Rheinhafen konzentriert.
Am 1. Februar 1998 wurde das Unternehmen von der Hymer AG übernommen und ist bis heute Teil der Erwin Hymer Group.

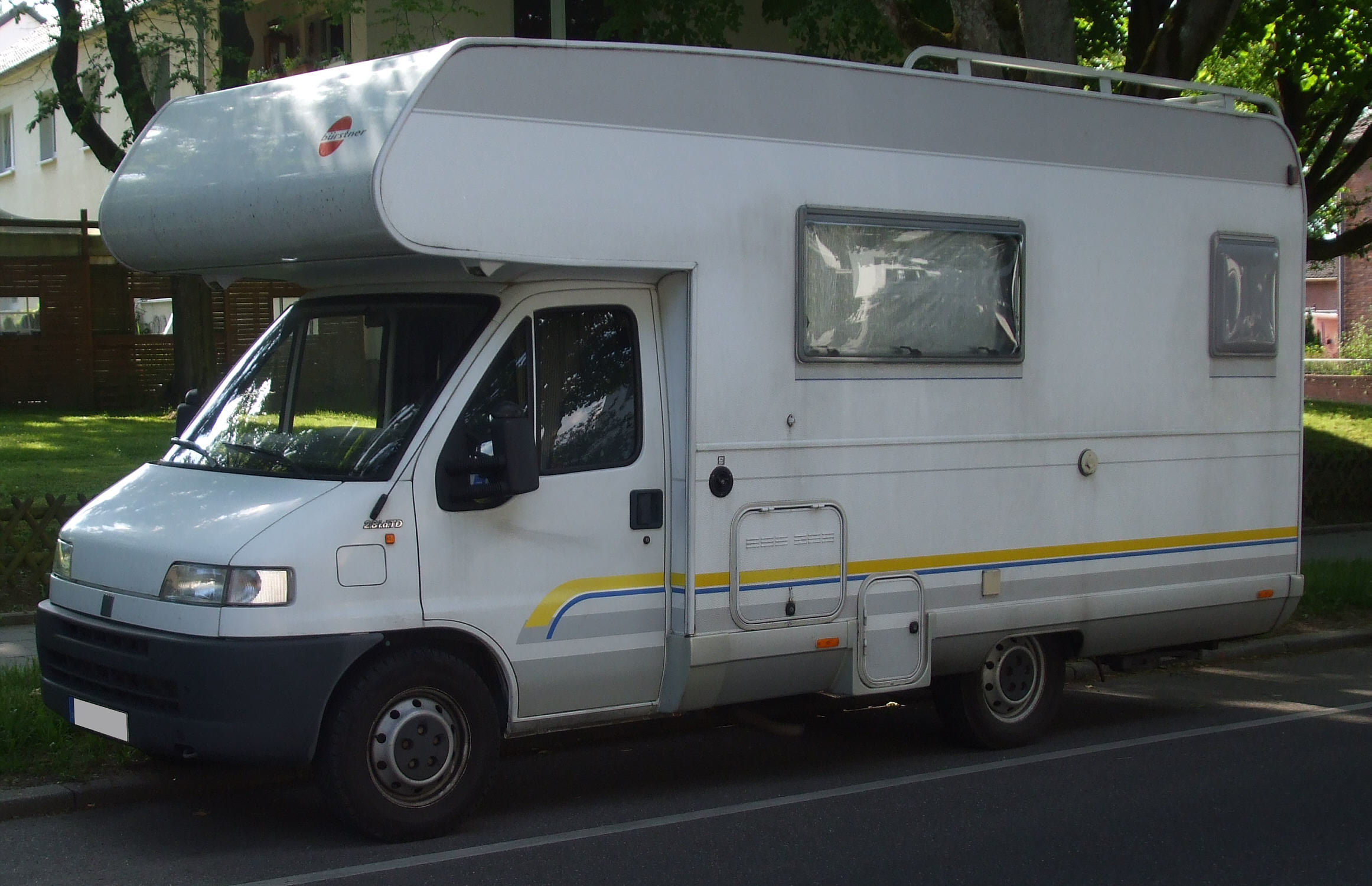
Wohnmobil A572

Am ehemaligen Produktionsstandort in Kehl-Neumühl wurde 2004 das Kunden-Service-Center neu geschaffen. Nach wirtschaftlichen Auf- und Abwärtsentwicklungen ist Bürstner (mit einem Tochterunternehmen – der Bürstner SA, Wissembourg) mit zwei Produktionsstandorten einer der größten Hersteller in der Caravaning-Branche. Zum Produktprogramm zählten Reisemobile, Caravans und Mobilheime. Zwischenzeitlich hat man die Produktion von Mobilheimen, die vornehmlich nach Italien exportiert wurden, eingestellt.
Mit dem Hubbett in einem teilintegrierten Reisemobil, das als Ixeo-Baureihe vorgestellt wurde, gelang Bürstner eine Erfindung. Der Erfolg aus dem Reisemobilbau konnte für die Wohnwagen adaptiert werden. Jetzt war es möglich, bei vergleichsweise kompakten Maßen und deutlich reduziertem Gewicht vier feste Schlafplätze anzubieten: Das Hubbett konnte über der Rundsitzgruppe platziert werden, bei Nichtgebrauch wird es nach oben geschwenkt. Die Baureihen Premio Plus und Averso Plus haben ein Alleinstellungsmerkmal im Markt und sind besonders bei Familien mit Kindern und kleinerem Zugfahrzeug beliebt.

## Standorte
Der Hauptsitz der Bürstner GmbH & Co KG liegt im Rheinhafen Kehl, auf einer Landzunge zwischen Rhein und westlichstem Hafenbecken. Dort werden an drei Produktionsbändern die Reise- und Wohnmobile produziert. Im östlichen Hafenbereich (Gebiet Bremenwörth) befindet sich eine Waschstraße und ein größerer Lagerplatz für unfertige und fertige Erzeugnisse. In Neumühl befindet sich das Servicecenter von Bürstner, das den Kundendienst und die Ausstellung der Fahrzeuge betreibt.
Zwischen 1975 und 2014 wurden im nordelsässischen Weißenburg (Elsass) / Wissembourg Wohnwagen produziert. Seit 2014 wurde die Wohnwagenproduktion nach Kehl verlagert und die Möbelschreinerei in Weißenburg (Elsass) belassen.